# カーディナル・オフィシャル
カーディナル・オフィシャル（Kardinal Offishall、本名：ジェイソン・D・ヘロウ、1976年5月11日 - ）は、カナダ・オンタリオ州トロント出身のヒップホップアーティスト、音楽プロデューサーである。ラップとレゲエを融合させたオリジナリティーの高いフロウが持ち味である。

## 略歴
1976年、カナダのトロントで生まれた。8歳の頃からラップを始め、12歳になるとライブ活動を始めるようになる。「Kardinal Offishall」というステージ名は、フランスの詩人「Cardinal Richelieu」から引用したものである。その後も着実にラップのスキルを磨き続け、20歳になると自身初のレーベル契約を結ぶ事に成功。
1997年には、1stアルバム「Eye & I」でデビューを飾った。その後も様々なレーベルを移動し、大手メジャーのGeffen Recordsからリリースした4thアルバム「Not 4 Sale」からの1stシングル「Dangerous」が、USHOT100の5位を獲得したことから全米で注目を浴びることになる。

## ディスコグラフィー
スタジオ・アルバム
- Eye & I (1997年)
- Quest for Fire: Firestarter, Vol. 1 (2001年)
- Fire and Glory (2005年)
- Not 4 Sale (2008年)
- Kardi Gras, Vol. 1: The Clash (2015年)
- Pick Your Poison (2020年)

コラボレーティヴ・アルバム
- Allow Me to Re-Introduce Myself (with Nottz) (2012年)